# Thermodesulfobacteria
Classe
Ordre
Famille
Les Thermodesulfobacteria sont un petit groupe de bactéries thermophiles qui utilisent le sulfate comme agent oxydant (ce genre d'organisme est appelé en anglais dissimilatory). La classe des Thermodesulfobacteria ne comporte que l'ordre des Thermodesulfobacteriales et la famille des Thermodesulfobacteriaceae.

## Liste des genres
Selon NCBI (5 janv. 2011) :
- genre Caldimicrobium
- genre Geothermobacterium
- genre Thermodesulfatator
- genre Thermodesulfobacterium